# XO-1

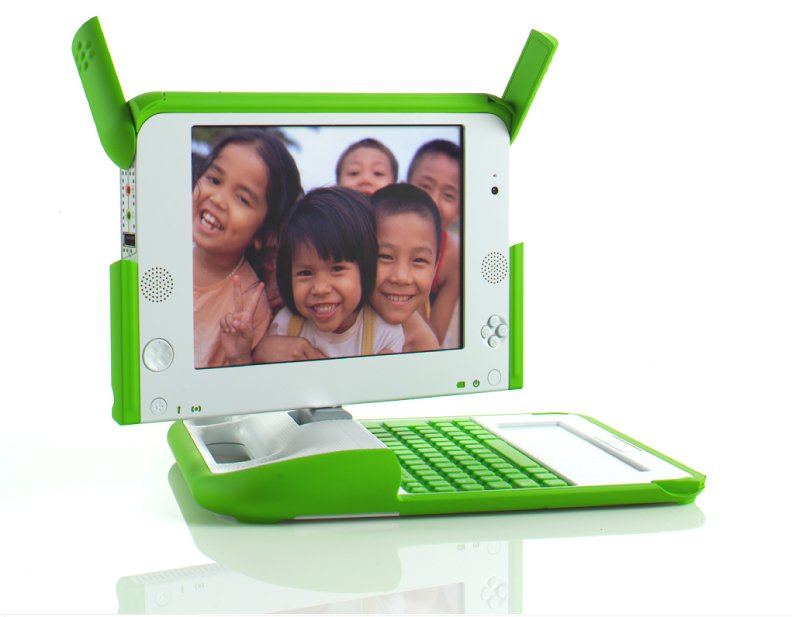
XO-1 – One Laptop per Child

XO-1 (dříve označovaný jako $100 Laptop) je počítač typu laptop, který je velmi levný. Cílem projektu je umožnit používání počítačů dětem i v těch nejchudších zemích. Činnost zastřešuje organizace One Laptop per Child (OLPC).
Během vývoje se počítalo s tím, že laptop bude stát 100 dolarů, nakonec se jeho cena zatím zastavila na dvojnásobné částce. To charitativní akci s názvem Jeden laptop pro každé dítě trochu brzdí, ale šéf projektu Nicholas Negroponte se před Vánoci roku 2007 rozhodl uspořádat speciální akci Jeden dáš, jeden dostaneš. A tak si zákazník za 400 dolarů koupil dva laptopy, jeden pro sebe a druhý pro dítě v Africe. Takto se laptopů v USA a Kanadě prodalo téměř 200 000 kusů.
Počítače mají nízký příkon napájení - baterie vydrží desetkrát déle než u obyčejných laptopů, flash paměť namísto pevného disku a jako operační systém využívají Linux. XO-1 nabízí systém bezdrátové sítě zvaný „mesh“, který umožňuje přes Wi-Fi propojit více počítačů do sítě, i když jsou vypnuté, a tak sdílet internetové připojení i na větší vzdálenosti. Systém je také budován s ohledem na vyšší odolnost v extrémních podmínkách.
OLPC hájí pět základních principů:
1. počítač je majetek dětí
2. nízký věk
3. saturace
4. připojení
5. open source software